# 臺灣素食

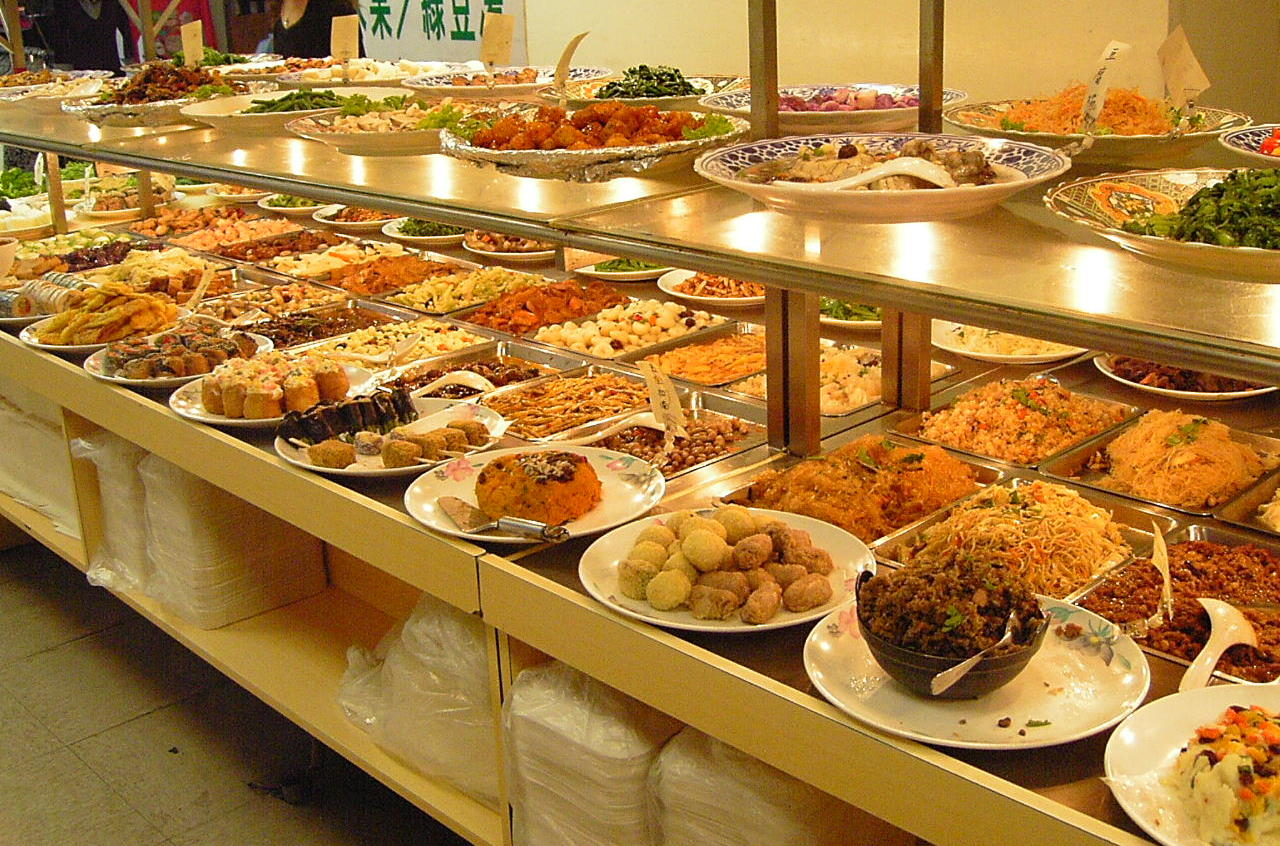
臺灣的素食自助餐

根据2020年的估计，在臺灣，大约有三百萬人是素食（又稱蔬食）者，臺灣素食商機上看新臺幣六百億元，且数量呈上升趋势。
臺灣的素食者主要受宗教因素驱动，但因其他原因选择食素者也在增多，如认为素食更加有益健康、更加環保、保護動物權利等。目前，臺灣的素食者可以分为三类：食用蛋奶的素食者，瑜伽素食者，以及佛教不吃五辛的素食者，也有素雞、素鴨、素魚、素牛、素豬等仿葷素肉等。中華民國衛生福利部则把素食分为五类，分別是「全素或純素」、「蛋素」、「奶素」、「奶蛋素」、「植物五辛素」。
2006年的資料表明，臺灣大約有六千家素食餐厅，素食餐点制作相对考究精致。早期臺灣就有不少人吃早齋、初一、十五齋、鼎邊齋或有期限的全齋，通常跟佛、道教發願有關。故潛在客群預估高達到約600萬人以上，因此搭乘高鐵、臺鐵、主要航空公司等交通工具均有素食供應，乃至各大醫院、百貨商場、便利商店也都有素食專區。

## 图集

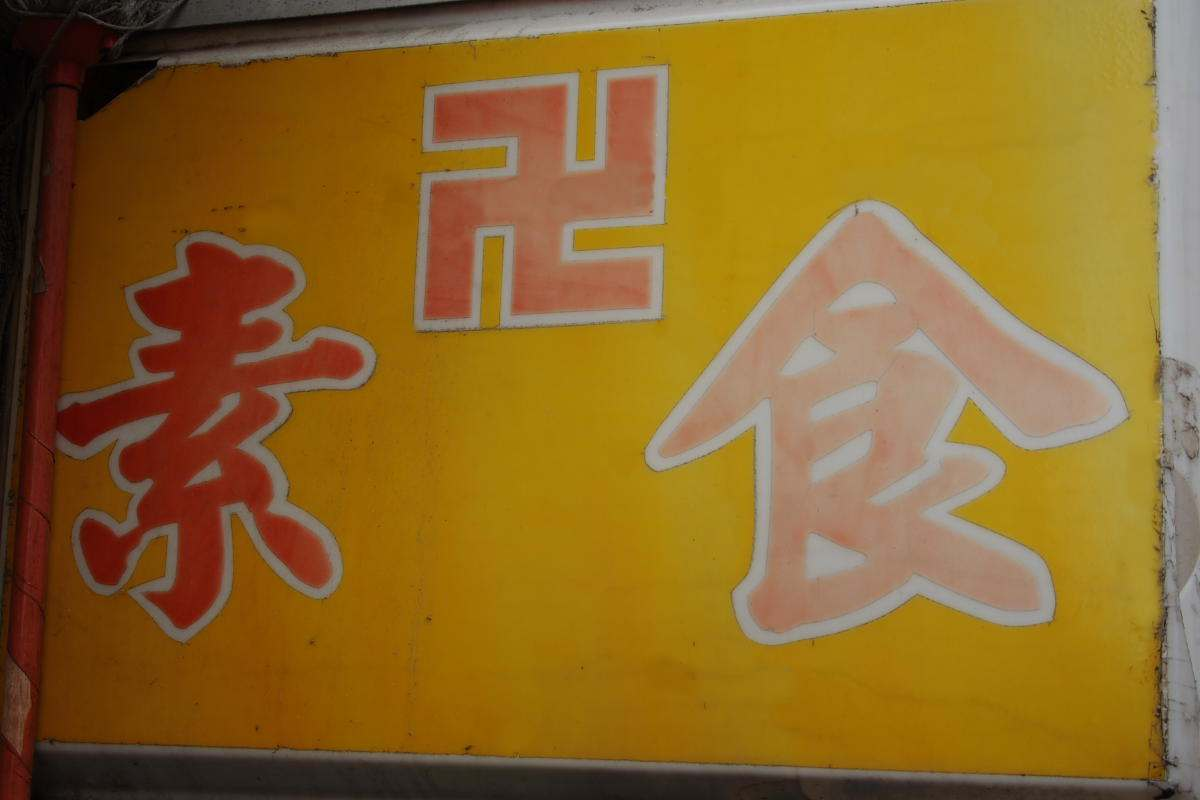
表示素食的卍符號
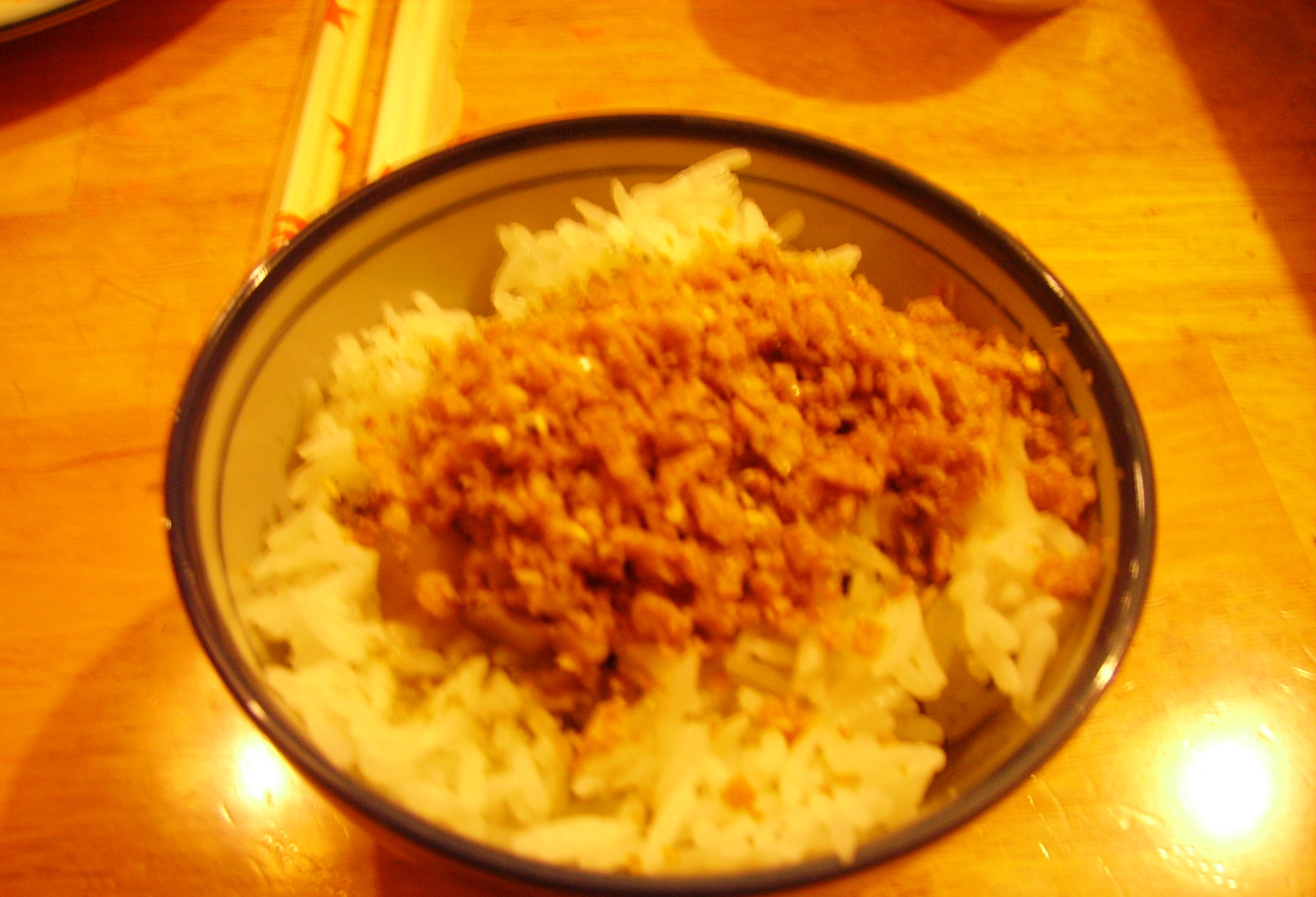
素魯飯
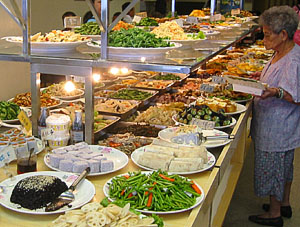
自助餐形式料理
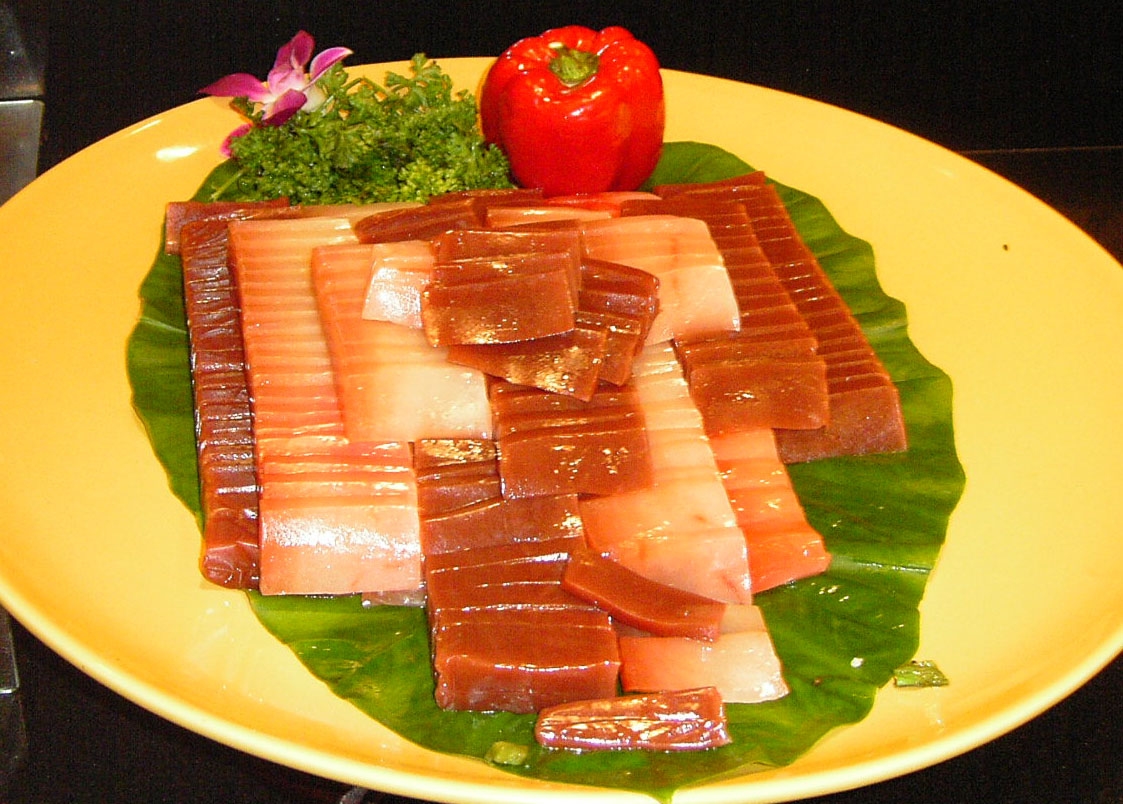
素食生魚片
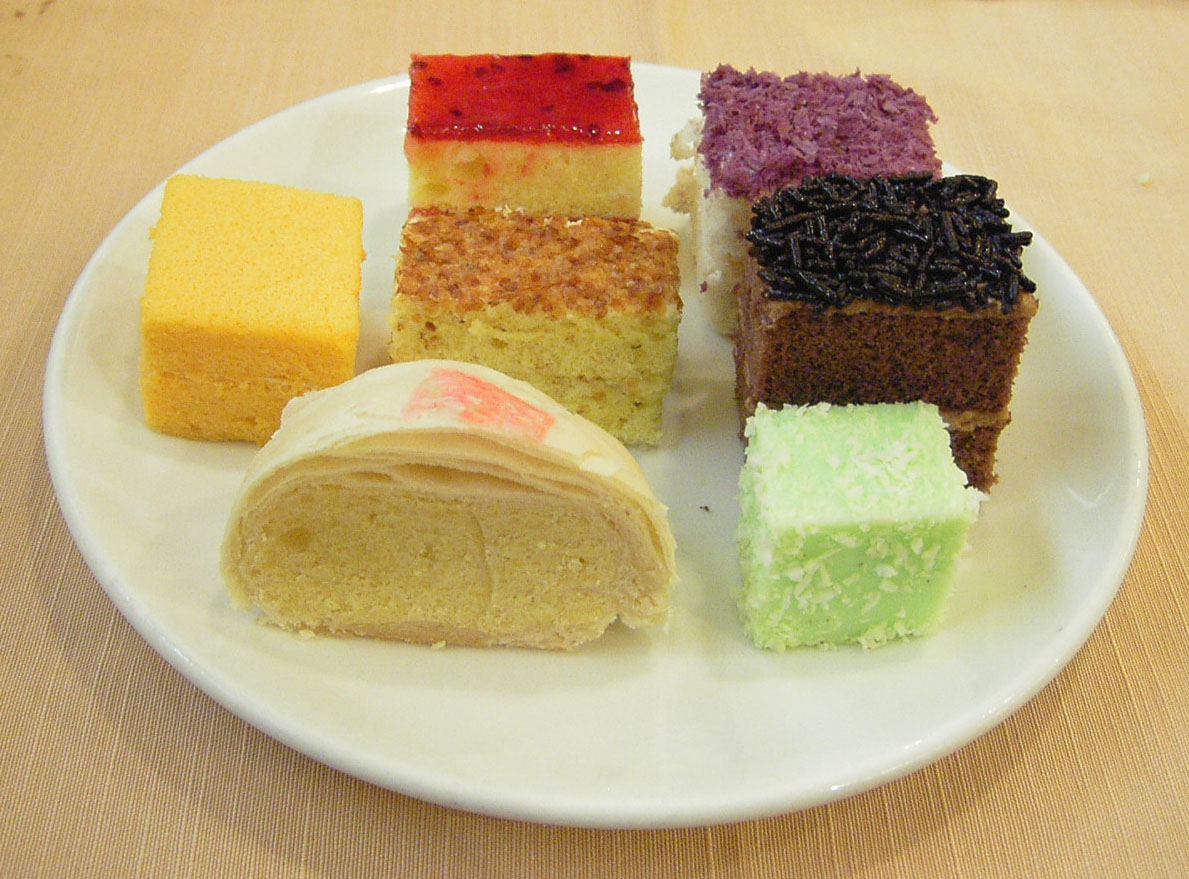
素食甜點
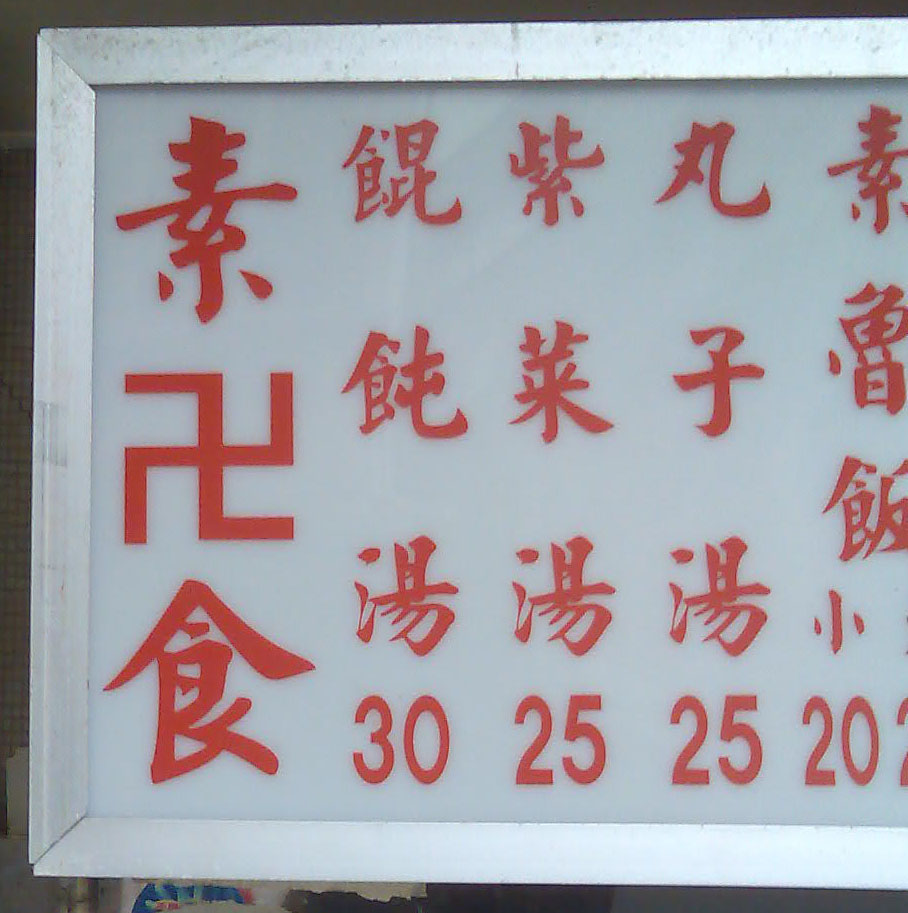
有些會用代表佛教的卍字符號表示素食
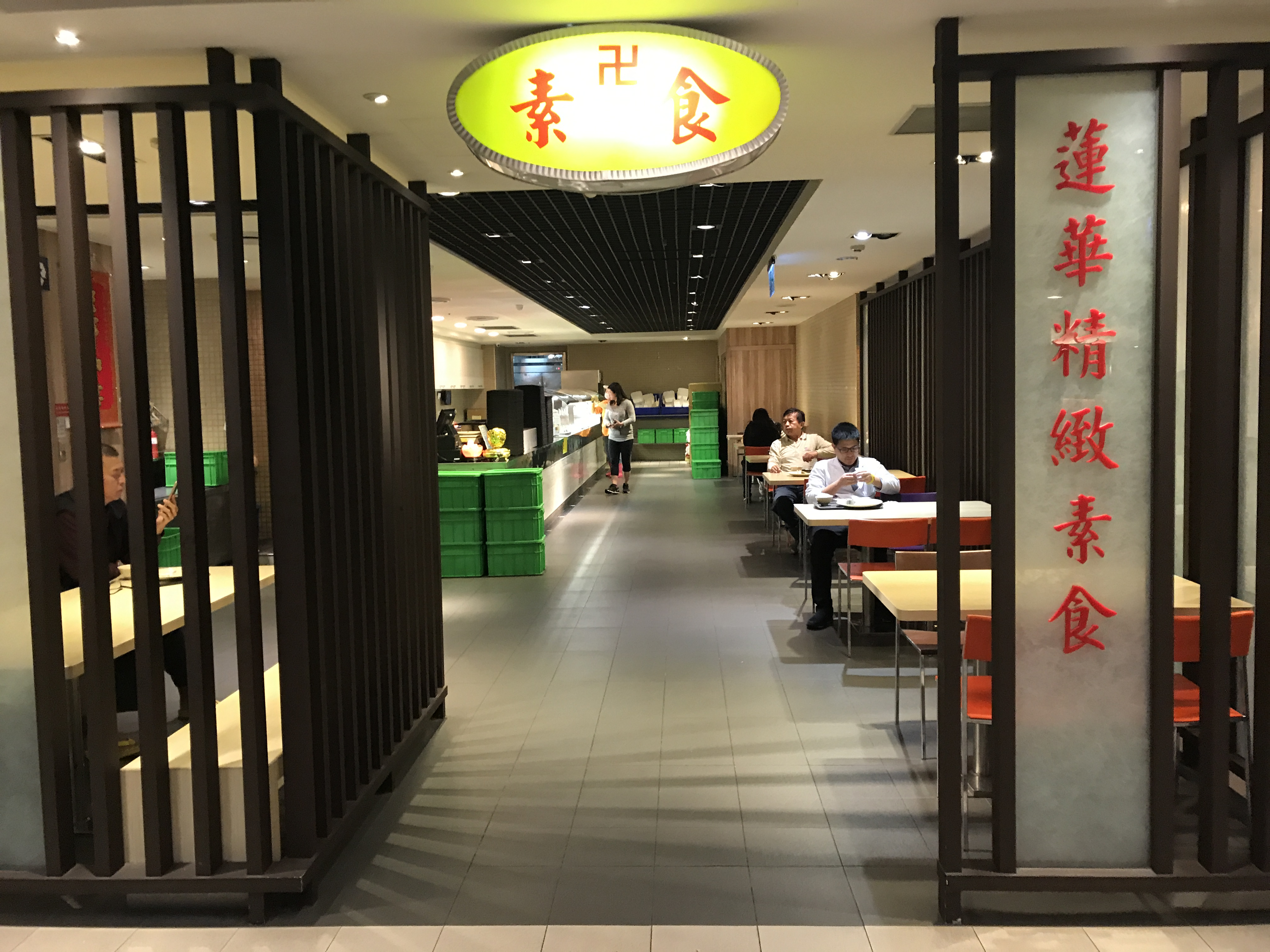
林口長庚醫院美食街的蓮華精緻素食入口